# Le Sang des bêtes
Le Sang des bêtes é um filme curta-documentário francês de 1949 dirigido e escrito por Georges Franju, sendo este seu primeiro trabalho, o qual foi narrado por Georges Hubert e Nicole Ladmiral. Ele foi distribuído pela The Criterion Collection, ao lado de Les Yeux sans visage (1960).
Um ano após seu lançamento, venceu o Grand Prix International du Court Sujet.